# جيامباولو دي ماغنو
جيامباولو دي ماغنو (بالإيطالية: Giampaolo Di Magno)‏ هو لاعب كرة قدم إيطالي في مركز حراسة المرمى، ولد في 1 أبريل 1974 في نيتونو في إيطاليا. لعب مع إسبانيول ونادي روما ونادي فوجيا ونادي كاربي.